# Thibaudia jörgensenii
Thibaudia jörgensenii är en ljungväxtart som beskrevs av A. C. Smith. Thibaudia jörgensenii ingår i släktet Thibaudia och familjen ljungväxter. Inga underarter finns listade i Catalogue of Life.